# 17e Filipijns Congres
Het 17e Filipijns Congres (17th Congress of the Philippines) was een zitting van het Filipijns Congres van 25 juli 2016 tot 4 juni 2019. Het Congres was in deze periode samengesteld uit een hogerhuis, de Senaat van de Filipijnen en een lagerhuis, het Filipijns Huis van Afgevaardigden.

## Leiders

### Senaat
- President van de Senaat:
  - Aquilino Pimentel III (PDP–Laban)
- President van de Senaat Pro tempore:
  - Ralph Recto (Liberal)
- Leider van de meerderheid:
  - Tito Sotto (NPC)
- Leider van de minderheid:
  - Franklin Drilon (Liberal)

### Huis van Afgevaardigden
- Voorzitter (Speaker):
  - Pantaleon Alvarez (1e district Davao del Norte, PDP–Laban)
- Vicevoorzitters (Deputy Speakers):
  - Sinds 25 juli 2016:
    - Eric Singson (2e district Ilocos Sur, PDP-Laban)
    - Mercedes Alvarez (6e district Negros Occidental, NPC)
    - Fredenil Castro (2e district Capiz, NUP)
    - Raneo Abu (2e district Batangas, Nacionalista)
    - Miro Quimbo (2e district Marikina, Liberal)

  - Sinds 15 augustus 2016
    - Gloria Macapagal-Arroyo (2e district Pampanga, Lakas)
    - Pia Cayetano (2e district Taguig, Nacionalista)
    - Gwendolyn Garcia (3e district Cebu, PDP-Laban)
    - Mylene Garcia-Albano (2e district Davao City, PDP-Laban)
    - Sharon Garin (AAMBIS-OWA)
    - Bai Sandra Sema (1e district Maguindanao en Cotabato, PDP-Laban)

  - Sinds 16 augustus 2016
    - Ferdinand Hernandez (2e district South Cotabato, NPC)
    - Frederick Abueg (2e district Palawan, Liberal)
    - Rolando Andaya jr. (1e district Camarines Sur, PDP-Laban)

  - Sinds 9 augustus 2017
    - Linabelle Villarica (4e district Bulacan, Liberal)
- Leider Meerderheid (Majority Floor Leader):
  - Rodolfo Fariñas (1e district Ilocos Norte, PDP-Laban)
- Leider Minderheid (Minority Floor Leader):
  - Danilo Suarez (3e district Quezon, Lakas–CMD)

## Leden

### Senaat
|        | Senator               | Partij        | Termijn(en) | Termijn(en) | Termijn(en) |
| Aantal | Senator               | Partij        | Start       | Einde       |             |
| ------ | --------------------- | ------------- | ----------- | ----------- | ----------- |
|        | Sonny Angara          | LDP           | 1           | 2013        | 2019        |
|        | Bam Aquino            | Liberal       | 1           | 2013        | 2019        |
|        | Nancy Binay           | UNA           | 1           | 2013        | 2019        |
|        | Alan Peter Cayetano   | PDP-Laban     | 2           | 2007        | 2017        |
|        | Leila de Lima         | Liberal       | 1           | 2016        | 2022        |
|        | Franklin Drilon       | Liberal       | 2           | 2016        | 2022        |
|        | JV Ejercito           | PDP–Laban     | 1           | 2013        | 2019        |
|        | Francis Escudero      | onafhankelijk | 2           | 2007        | 2019        |
|        | Sherwin Gatchalian    | NPC           | 1           | 2016        | 2022        |
|        | Richard Gordon        | onafhankelijk | 1           | 2016        | 2022        |
|        | Gregorio Honasan      | UNA           | 2           | 2007        | 2019        |
|        | Risa Hontiveros       | Akbayan       | 1           | 2016        | 2022        |
|        | Panfilo Lacson        | onafhankelijk | 1           | 2016        | 2022        |
|        | Loren Legarda         | NPC           | 2           | 2007        | 2019        |
|        | Manny Pacquiao        | PDP-Laban     | 1           | 2016        | 2022        |
|        | Francis Pangilinan    | Liberal       | 1           | 2016        | 2022        |
|        | Aquilino Pimentel III | PDP-Laban     | 2           | 2011        | 2019        |
|        | Grace Poe-Llamanzares | onafhankelijk | 1           | 2013        | 2019        |
|        | Ralph Recto           | Liberal       | 2           | 2016        | 2022        |
|        | Vicente Sotto III     | NPC           | 2           | 2004        | 2016        |
|        | Antonio Trillanes IV  | onafhankelijk | 2           | 2007        | 2019        |
|        | Joel Villanueva       | Liberal       | 1           | 2016        | 2022        |
|        | Cynthia Villar        | Nacionalista  | 1           | 2013        | 2019        |
|        | Juan Miguel Zubiri    | PDP-Laban     | 1           | 2016        | 2022        |

### Huis van Afgevaardigden
De termijn van alle leden van het Huis van Afgevaardigden van het 17e Congres van de Filipijnen loopt van 30 juni 2016 tot 30 juni 2019.

#### District afgevaardigden
| Provincie/Stad      | District           | Afgevaardigden | Afgevaardigden            | Partij                     | Termijn | Blok                      |
| ------------------- | ------------------ | -------------- | ------------------------- | -------------------------- | ------- | ------------------------- |
| Abra                | Abra               |                | Joseph Bernos             | PDP-Laban                  | 1       | Meerderheid               |
| Agusan del Norte    | 1e                 |                | Lawrence Fortun           | Liberal                    | 2       | Meerderheid               |
| Agusan del Norte    | 2e                 |                | Erlpe John Amante         | Nacionalista               | 2       | Meerderheid               |
| Agusan del Sur      | 1e                 |                | Maria Valentina Plaza     | NUP                        | 3       | Meerderheid               |
| Agusan del Sur      | 2e                 |                | Evelyn Plaza-Mellana      | NUP                        | 3       | Meerderheid               |
| Aklan               | Aklan              |                | Carlito Marquez           | PDP-Laban                  | 1       | Meerderheid               |
| Albay               | 1e                 |                | Edcel Lagman jr.          | Liberal                    | 1       | Onafh. minderheid         |
| Albay               | 2e                 |                | Joey Salceda              | PDP-Laban                  | 1       | Meerderheid               |
| Albay               | 3e                 |                | Fernando V. Gonzalez      | PDP-Laban                  | 3       | Meerderheid               |
| Antipolo            | 1e                 |                | Cristina Roa-Puno         | NUP                        | 1       | Meerderheid               |
| Antipolo            | 2e                 |                | Romeo Acop                | NUP                        | 3       | Meerderheid               |
| Antique             | Antique            |                | Paolo Javier              | PDP-Laban                  | 3       | Meerderheid               |
| Apayao              | Apayao             |                | Eleanor Bulut-Begtang     | NPC                        | 3       | Meerderheid               |
| Aurora              | Aurora             |                | Bella Angara              | LDP                        | 2       | Meerderheid               |
| Bacolod             | Bacolod            |                | Greg Gasataya             | PDP-Laban                  | 1       | Meerderheid               |
| Baguio              | Baguio             |                | Mark Go                   | Nacionalista               | 1       | Meerderheid               |
| Basilan             | Basilan            |                | Jum Akbar                 | Liberal                    | 1       | Meerderheid               |
| Bataan              | 1e                 |                | Geraldine Roman           | PDP-Laban                  | 1       | Meerderheid               |
| Bataan              | 2e                 |                | Jose Enrique Garcia III   | NUP                        | 1       | Meerderheid               |
| Batanes             | Batanes            |                | Henedina Abad             | Liberal                    | 3       | Meerderheid               |
| Batangas            | 1e                 |                | Eileen Ermita-Buhain      | Nacionalista               | 2       | Meerderheid               |
| Batangas            | 2e                 |                | Raneo Abu                 | Nacionalista               | 2       | Meerderheid               |
| Batangas            | 3e                 |                | Maria Theresa Collantes   | PDP-Laban                  | 2       | Meerderheid               |
| Batangas            | 4e                 |                | Lianda Bolilia            | Liberal                    | 1       | Meerderheid               |
| Benguet             | Benguet            |                | Ronald Cosalan            | Liberal                    | 3       | Meerderheid               |
| Biliran             | Biliran            |                | Rogelio Espina            | Liberal                    | 3       | Meerderheid               |
| Bohol               | 1e                 |                | Rene Relampagos           | Liberal                    | 3       | Meerderheid               |
| Bohol               | 2e                 |                | Aristotle Aumentado       | NPC                        | 2       | Meerderheid               |
| Bohol               | 3e                 |                | Arthur Yap                | PDP-Laban                  | 3       | Meerderheid               |
| Bukidnon            | 1e                 |                | Malou Acosta-Alba         | Liberal                    | 2       | Meerderheid               |
| Bukidnon            | 2e                 |                | Florencio Flores jr.      | Nacionalista               | 3       | Minderheid                |
| Bukidnon            | 3e                 |                | Manuel Zubiri             | Liberal                    | 1       | Meerderheid               |
| Bukidnon            | 4e                 |                | Rogelio Neil Roque        | NPC                        | 2       | Meerderheid               |
| Bulacan             | 1e                 |                | Jose Antonio Sy-Alvarado  | PDP-Laban                  | 1       | Meerderheid               |
| Bulacan             | 2e                 |                | Apol Pancho               | NUP                        | 2       | Meerderheid               |
| Bulacan             | 3e                 |                | Lorna Silverio            | NUP                        | 1       | Meerderheid               |
| Bulacan             | 4e                 |                | Linabelle Ruth Villarica  | Liberal                    | 3       | Meerderheid               |
| Cagayan             | 1e                 |                | Ramon Nolasco             | Liberal                    | 1       | Meerderheid               |
| Cagayan             | 2e                 |                | Aline Vargas-Alfonso      | NUP                        | 3       | Meerderheid               |
| Cagayan             | 3e                 |                | Randolph Ting             | NUP                        | 3       | Meerderheid               |
| Cagayan de Oro      | 1e                 |                | Rolando Uy                | PDP-Laban                  | 2       | Meerderheid               |
| Cagayan de Oro      | 2e                 |                | Maximo Rodriguez jr.      | PDP-Laban                  | 1       | Meerderheid               |
| Caloocan            | 1e                 |                | Dale Malapitan            | PDP-Laban                  | 1       | Meerderheid               |
| Caloocan            | 2e                 |                | Edgar Erice               | Liberal                    | 2       | Meerderheid               |
| Camarines Norte     | 1e                 |                | Renato Unico jr.          | PDP-Laban                  | 1       | Meerderheid               |
| Camarines Norte     | 2e                 |                | Marisol Panotes           | PDP-Laban                  | 1       | Meerderheid               |
| Camarines Sur       | 1e                 |                | Rolando Andaya jr.        | PDP-Laban                  | 3       | Meerderheid               |
| Camarines Sur       | 2e                 |                | Luis Raymund Villafuerte  | PDP-Laban                  | 1       | Meerderheid               |
| Camarines Sur       | 3e                 |                | Gabriel Bordado jr.       | Liberal                    | 1       | Meerderheid               |
| Camarines Sur       | 4e                 |                | Arnulfo Fuentebella       | NPC                        | 1       | Meerderheid               |
| Camarines Sur       | 5e                 |                | Salvio Fortuno            | Liberal                    | 3       | Meerderheid               |
| Camiguin            | Camiguin           |                | Xavier Jesus Romualdo     | PDP-Laban                  | 2       | Meerderheid               |
| Capiz               | 1e                 |                | Emmanuel Billones         | Liberal                    | 1       | Onafh. minderheid         |
| Capiz               | 2e                 |                | Fredenil Castro           | NUP                        | 2       | Meerderheid               |
| Catanduanes         | Catanduanes        |                | Cesar Sarmiento           | PDP-Laban                  | 3       | Meerderheid               |
| Cavite              | 1e                 |                | Francis Abaya             | Liberal                    | 2       | Meerderheid               |
| Cavite              | 2e                 |                | Strike Revilla            | PDP-Laban                  | 1       | Meerderheid               |
| Cavite              | 3e                 |                | Alex Advincula            | PDP-Laban                  | 2       | Meerderheid               |
| Cavite              | 4e                 |                | Jennifer Barzaga          | NUP                        | 1       | Meerderheid               |
| Cavite              | 5e                 |                | Roy Loyola                | PDP-Laban                  | 3       | Meerderheid               |
| Cavite              | 6e                 |                | Luis Ferrer IV            | NUP/Magdalo                | 2       | Meerderheid               |
| Cavite              | 7e                 |                | Abraham Tolentino         | PDP-Laban                  | 2       | Meerderheid               |
| Cebu                | 1e                 |                | Gerald Anthony Gullas jr. | Nacionalista               | 2       | Meerderheid               |
| Cebu                | 2e                 |                | Wilfredo Caminero         | PDP-Laban                  | 2       | Meerderheid               |
| Cebu                | 3e                 |                | Gwendolyn Garcia          | PDP-Laban/1-Cebu           | 2       | Meerderheid               |
| Cebu                | 4e                 |                | Benhur Salimbangon        | NUP/1-Cebu                 | 3       | Meerderheid               |
| Cebu                | 5e                 |                | Ramon Durano VI           | NPC                        | 1       | Meerderheid               |
| Cebu                | 6e                 |                | Jonas Cortes              | PDP-Laban                  | 1       | Meerderheid               |
| Cebu                | 7e                 |                | Peter John Calderon       | PDP-Laban                  | 1       | Meerderheid               |
| Cebu City           | 1e                 |                | Raul del Mar              | PDP-Laban/BOPK             | 2       | Meerderheid               |
| Cebu City           | 2e                 |                | Rodrigo Abellanosa        | PDP-Laban/BOPK             | 2       | Meerderheid               |
| Compostela Valley   | 1e                 |                | Maria Carmen Zamora       | PDP-Laban                  | 3       | Meerderheid               |
| Compostela Valley   | 2e                 |                | Ruwel Peter Gonzaga       | PDP-Laban                  | 1       | Meerderheid               |
| Cotabato            | 1e                 |                | Jesus Sacdalan            | PDP-Laban                  | 3       | Meerderheid               |
| Cotabato            | 2e                 |                | Nancy Catamco             | PDP-Laban                  | 3       | Meerderheid               |
| Cotabato            | 3e                 |                | Jose Tejada               | PDP-Laban                  | 2       | Minderheid                |
| Davao City          | 1e                 |                | Karlo Nograles            | PDP-Laban                  | 3       | Meerderheid               |
| Davao City          | 2e                 |                | Mylene Garcia-Albano      | PDP-Laban                  | 3       | Meerderheid               |
| Davao City          | 3e                 |                | Alberto Ungab             | Nacionalista               | 1       | Meerderheid               |
| Davao del Norte     | 1e                 |                | Pantaleon Alvarez         | PDP-Laban                  | 1       | Meerderheid               |
| Davao del Norte     | 2e                 |                | Antonio Floirendo jr.     | PDP-Laban/Kusog Baryohanon | 1       | Meerderheid               |
| Davao del Sur       | Davao del Sur      |                | Mercedes Cagas            | Nacionalista               | 2       | Meerderheid               |
| Davao Occidental    | Davao Occidental   |                | Lorna Bautista-Bandigan   | PDP-Laban                  | 1       | Meerderheid               |
| Davao Oriental      | 1e                 |                | Corazon Nuñez-Malanyaon   | Nacionalista               | 1       | Meerderheid               |
| Davao Oriental      | 2e                 |                | Joel Mayo Almario         | PDP-Laban                  | 1       | Meerderheid               |
| Dinagat Islands     | Dinagat            |                | Kaka Bag-ao               | Liberal                    | 2       | Meerderheid               |
| Eastern Samar       | Lone               |                | Ben Evardone              | PDP-Laban                  | 3       | Meerderheid               |
| Guimaras            | Guimaras           |                | Maria Lucille Nava        | PDP-Laban                  | 1       | Meerderheid               |
| Ifugao              | Lone               |                | Teodoro Baguilat jr.      | Liberal                    | 3       | Onafh. minderheid         |
| Iligan              | Lone               |                | Frederick Siao            | UNA                        | 1       | Meerderheid               |
| Ilocos Norte        | 1e                 |                | Rodolfo Fariñas           | PDP-Laban                  | 3       | Meerderheid               |
| Ilocos Norte        | 2e                 |                | Imelda Marcos             | Nacionalista               | 3       | Meerderheid               |
| Ilocos Sur          | 1e                 |                | Deogracias Savellano      | Nacionalista               | 1       | Meerderheid               |
| Ilocos Sur          | 2e                 |                | Eric Singson              | PDP-Laban                  | 2       | Meerderheid               |
| Iloilo              | 1e                 |                | Oscar Garin jr.           | PDP-Laban                  | 2       | Meerderheid               |
| Iloilo              | 2e                 |                | Arcadio Gorriceta         | Liberal                    | 2       | Meerderheid               |
| Iloilo              | 3e                 |                | Arthur Defensor jr.       | PDP-Laban                  | 3       | Meerderheid               |
| Iloilo              | 4e                 |                | Ferjenel Biron            | NUP                        | 1       | Meerderheid               |
| Iloilo              | 5e                 |                | Raul Tupas                | NPC                        | 1       | Meerderheid               |
| Iloilo City         | Iloilo City        |                | Jerry Treñas              | PDP-Laban                  | 3       | Meerderheid               |
| Isabela             | 1e                 |                | Rodolfo Albano III        | PDP-Laban                  | 2       | Minderheid                |
| Isabela             | 2e                 |                | Ana Cristina Go           | Liberal                    | 3       | Minderheid                |
| Isabela             | 3e                 |                | Napoleon Dy               | NPC                        | 3       | Meerderheid               |
| Isabela             | 4e                 |                | Maria Lourdes Aggabao     | NPC                        | 1       | Meerderheid               |
| Kalinga             | Kalinga            |                | Allen Jesse Mangaoang     | Liberal                    | 1       | Meerderheid               |
| La Union            | 1e                 |                | Pablo Ortega              | Liberal                    | 1       | Onafhankelijk; Minderheid |
| La Union            | 2e                 |                | Sandra Eriguel            | PDP-Laban                  | 1       | Meerderheid               |
| Laguna              | 1e                 |                | Arlene Arcillas-Nazareno  | Liberal                    | 1       | Meerderheid               |
| Laguna              | 2e                 |                | Jun Chipeco jr.           | Liberal                    | 2       | Meerderheid               |
| Laguna              | 3e                 |                | Sol Aragones              | PDP-Laban                  | 2       | Meerderheid               |
| Laguna              | 4th                |                | Benjie Agarao jr.         | Liberal                    | 2       | Meerderheid               |
| Lanao del Norte     | 1e                 |                | Mohamad Dimaporo          | Liberal                    | 1       | Meerderheid               |
| Lanao del Norte     | 2e                 |                | Abdullah Dimaporo         | PDP-Laban                  | 2       | Meerderheid               |
| Lanao del Sur       | 1e                 |                | Ansaruddin Alonto Adiong  | PDP-Laban                  | 2       | Meerderheid               |
| Lanao del Sur       | 2e                 |                | Mauyag Papandayan jr.     | PDP-Laban                  | 1       | Meerderheid               |
| Lapu-Lapu City      | Lapu-Lapu          |                | Aileen Radaza             | PDP-Laban                  | 2       | Meerderheid               |
| Las Piñas           | Las Piñas          |                | Mark Villar               | Nacionalista               | 3       | Meerderheid               |
| Leyte               | 1e                 |                | Yedda Romualdez           | Lakas                      | 1       | Meerderheid               |
| Leyte               | 2e                 |                | Henry Ong                 | NPC                        | 1       | Meerderheid               |
| Leyte               | 3e                 |                | Vicente Veloso            | PDP-Laban                  | 1       | Meerderheid               |
| Leyte               | 4e                 |                | Lucy Torres-Gomez         | PDP-Laban                  | 3       | Meerderheid               |
| Leyte               | 5e                 |                | Jose Carlos Cari          | Liberal                    | 3       | Meerderheid               |
| Maguindanao         | 1e                 |                | Bai Sandra Sema           | PDP-Laban                  | 3       | Meerderheid               |
| Maguindanao         | 2e                 |                | Zajid Mangudadatu         | PDP-Laban                  | 2       | Meerderheid               |
| Makati              | 1e                 |                | Monsour Del Rosario       | UNA                        | 1       | Meerderheid               |
| Makati              | 2e                 |                | Luis Campos jr.           | UNA                        | 1       | Meerderheid               |
| Malabon             | Malabon            |                | Federico Sandoval II      | PDP-Laban                  | 1       | Meerderheid               |
| Mandaluyong         | Mandaluyong        |                | Alexandria Gonzales       | PDP-Laban                  | 1       | Meerderheid               |
| Manilla             | 1e                 |                | Manuel Luis Lopez         | NPC                        | 1       | Meerderheid               |
| Manilla             | 2e                 |                | Carlo Lopez               | Liberal                    | 3       | Meerderheid               |
| Manilla             | 3e                 |                | Yul Servo                 | PDP-Laban                  | 1       | Meerderheid               |
| Manilla             | 4e                 |                | Edward Maceda             | Pwersa ng Masang Pilipino  | 1       | Meerderheid               |
| Manilla             | 5e                 |                | Cristal Bagatsing         | PDP-Laban/KABAKA           | 1       | Meerderheid               |
| Manilla             | 6e                 |                | Sandy Ocampo              | PDP-Laban                  | 3       | Meerderheid               |
| Marikina            | 1e                 |                | Bayani Fernando           | PDP-Laban                  | 1       | Meerderheid               |
| Marikina            | 2e                 |                | Miro Quimbo               | Liberal                    | 3       | Meerderheid               |
| Marinduque          | Marinduque         |                | Lord Allan Jay Velasco    | PDP-Laban                  | 2       | Meerderheid               |
| Masbate             | 1e                 |                | Maria Vida Espinosa-Bravo | NUP                        | 2       | Meerderheid               |
| Masbate             | 2e                 |                | Elisa Kho                 | PDP-Laban                  | 2       | Meerderheid               |
| Masbate             | 3e                 |                | Scott Davies Lanete       | PDP-Laban                  | 3       | Meerderheid               |
| Misamis Occidental  | 1e                 |                | Jorge Almonte             | PDP-Laban                  | 3       | Meerderheid               |
| Misamis Occidental  | 2e                 |                | Henry Oaminal             | Nacionalista               | 2       | Meerderheid               |
| Misamis Oriental    | 1e                 |                | Peter Unabia              | PDP-Laban                  | 3       | Meerderheid               |
| Misamis Oriental    | 2e                 |                | Juliette Uy               | NUP                        | 2       | Meerderheid               |
| Mountain Province   | Mountain           |                | Maximo Dalog              | Liberal                    | 3       | Meerderheid               |
| Muntinlupa          | Lone               |                | Ruffy Biazon              | PDP-Laban                  | 1       | Meerderheid               |
| Navotas             | Navotas            |                | Toby Tiangco              | onafhankelijk              | 3       | Onafhankelijk             |
| Negros Occidental   | 1e                 |                | Melecio Yap               | NPC                        | 1       | Meerderheid               |
| Negros Occidental   | 2e                 |                | Leo Rafael Cueva          | NUP                        | 2       | Meerderheid               |
| Negros Occidental   | 3e                 |                | Alfredo Benitez           | PDP-Laban                  | 3       | Meerderheid               |
| Negros Occidental   | 4e                 |                | Juliet Marie Ferrer       | NUP                        | 1       | Meerderheid               |
| Negros Occidental   | 5e                 |                | Alejandro Mirasol         | PDP-Laban                  | 3       | Meerderheid               |
| Negros Occidental   | 6e                 |                | Mercedes Alvarez          | NPC                        | 3       | Meerderheid               |
| Negros Oriental     | 1e                 |                | Jocelyn Limkaichong       | Liberal                    | 1       | Meerderheid               |
| Negros Oriental     | 2e                 |                | Manuel Sagarbarria        | NPC                        | 1       | Meerderheid               |
| Negros Oriental     | 3e                 |                | Arnulfo Teves             | PDP-Laban                  | 1       | Meerderheid               |
| Northern Samar      | 1e                 |                | Raul Daza                 | Liberal                    | 3       | Onafh. Minderheid         |
| Northern Samar      | 2e                 |                | Edwin Ongchuan            | NUP                        | 1       | Meerderheid               |
| Nueva Ecija         | 1e                 |                | Estrellita Suansing       | PDP-Laban                  | 2       | Meerderheid               |
| Nueva Ecija         | 2e                 |                | Micaela Violago           | PDP-Laban                  | 1       | Meerderheid               |
| Nueva Ecija         | 3e                 |                | Rosanna Vergara           | PDP-Laban                  | 1       | Meerderheid               |
| Nueva Ecija         | 4e                 |                | Magnolia Antonino-Nadres  | PDP-Laban                  | 2       | Meerderheid               |
| Nueva Vizcaya       | Nueva Vizcaya      |                | Luisa Lloren Cuaresma     | PDP-Laban                  | 1       | Meerderheid               |
| Occidental Mindoro  | Occidental Mindoro |                | Josephine Ramirez-Sato    | Liberal                    | 2       | Meerderheid               |
| Oriental Mindoro    | 1e                 |                | Paulino Salvador Leachon  | Liberal                    | 2       | Meerderheid               |
| Oriental Mindoro    | 2e                 |                | Reynaldo Umali            | PDP-Laban                  | 3       | Meerderheid               |
| Palawan             | 1e                 |                | Franz Alvarez             | PDP-Laban                  | 2       | Meerderheid               |
| Palawan             | 2e                 |                | Frederick Abueg           | Liberal                    | 2       | Meerderheid               |
| Palawan             | 3e                 |                | Gil Acosta                | NPC                        | 1       | Meerderheid               |
| Pampanga            | 1e                 |                | Carmelo Lazatin II        | PDP-Laban/Lingap Lugud     | 1       | Meerderheid               |
| Pampanga            | 2e                 |                | Gloria Macapagal-Arroyo   | PDP-Laban                  | 3       | Meerderheid               |
| Pampanga            | 3e                 |                | Aurelio Gonzales jr.      | PDP-Laban                  | 1       | Meerderheid               |
| Pampanga            | 4e                 |                | Juan Pablo Bondoc         | PDP-Laban                  | 2       | Meerderheid               |
| Pangasinan          | 1e                 |                | Jesus Celeste             | PDP-Laban                  | 3       | Meerderheid               |
| Pangasinan          | 2e                 |                | Leopoldo Bataoil          | Liberal                    | 3       | Meerderheid               |
| Pangasinan          | 3e                 |                | Rosemarie Arenas          | PDP-Laban                  | 2       | Meerderheid               |
| Pangasinan          | 4e                 |                | Christopher De Venecia    | Liberal                    | 1       | Meerderheid               |
| Pangasinan          | 5e                 |                | Amado Espino jr.          | PDP-Laban                  | 1       | Meerderheid               |
| Pangasinan          | 6e                 |                | Marlyn Primicias-Agabas   | NPC                        | 3       | Meerderheid               |
| Parañaque           | 1e                 |                | Eric Olivarez             | PDP-Laban                  | 2       | Meerderheid               |
| Parañaque           | 2e                 |                | Gustavo Tambunting        | PDP-Laban                  | 2       | Meerderheid               |
| Pasay               | Pasay              |                | Imelda Calixto-Rubiano    | Liberal                    | 3       | Meerderheid               |
| Pasig               | Pasig              |                | Richard Eusebio           | Nacionalista               | 1       | Meerderheid               |
| Quezon              | 1e                 |                | Trina Enverga             | NPC                        | 1       | Meerderheid               |
| Quezon              | 2e                 |                | Vicente Alcala            | Liberal                    | 2       | Meerderheid               |
| Quezon              | 3e                 |                | Danilo Suarez             | Lakas                      | 1       | Meerderheid               |
| Quezon              | 4e                 |                | Angelina Tan              | NPC                        | 2       | Meerderheid               |
| Quezon City         | 1e                 |                | Vincent Crisologo         | PDP-Laban                  | 1       | Meerderheid               |
| Quezon City         | 2e                 |                | Winston Castelo           | PDP-Laban                  | 3       | Meerderheid               |
| Quezon City         | 3e                 |                | Jorge Banal               | Liberal                    | 3       | Meerderheid               |
| Quezon City         | 4e                 |                | Feliciano Belmonte jr.    | Liberal                    | 3       | Meerderheid               |
| Quezon City         | 5e                 |                | Alfred Vargas             | PDP-Laban                  | 2       | Meerderheid               |
| Quezon City         | 6e                 |                | Jose Christopher Belmonte | Liberal                    | 2       | Meerderheid               |
| Quirino             | Quirino            |                | Dakila Cua                | PDP-Laban                  | 3       | Meerderheid               |
| Rizal               | 1e                 |                | Michael John Duavit       | NPC                        | 1       | Meerderheid               |
| Rizal               | 2e                 |                | Isidro Rodriguez jr.      | NPC                        | 3       | Meerderheid               |
| Romblon             | Romblon            |                | Emmanuel Madrona          | Nacionalista               | 1       | Meerderheid               |
| Samar               | 1e                 |                | Edgar Sarmiento           | Liberal                    | 1       | Meerderheid               |
| Samar               | 2e                 |                | Milagros Tan              | NPC                        | 3       | Meerderheid               |
| San Jose del Monte  | Lone               |                | Florida Robes             | Arangkada San Joseñ        | 1       | Meerderheid               |
| San Juan            | San Juan           |                | Ronaldo Zamora            | PDP-Laban                  | 2       | Meerderheid               |
| Sarangani           | Sarangani          |                | Rogelio Pacquiao          | PDP-Laban                  | 1       | Meerderheid               |
| Siquijor            | Siquijor           |                | Ramon Vicente Rocamora    | PDP-Laban                  | 1       | Meerderheid               |
| Sorsogon            | 1e                 |                | Evelina Escudero          | NPC                        | 2       | Meerderheid               |
| Sorsogon            | 2e                 |                | Deogracias Ramos jr.      | PDP-Laban                  | 3       | Meerderheid               |
| South Cotabato      | 1e                 |                | Pedro Acharon jr.         | NPC                        | 3       | Meerderheid               |
| South Cotabato      | 2e                 |                | Ferdinand Hernandez       | PDP-Laban                  | 2       | Meerderheid               |
| Southern Leyte      | Lone               |                | Roger Mercado             | Liberal                    | 1       | Meerderheid               |
| Sultan Kudarat      | 1e                 |                | Suharto Mangudadatu       | PTM                        | 1       | Meerderheid               |
| Sultan Kudarat      | 2e                 |                | Horacio Suansing jr.      | PDP-Laban                  | 1       | Meerderheid               |
| Sulu                | 1e                 |                | vacant                    | PDP-Laban                  | 3       | Meerderheid               |
| Sulu                | 2e                 |                | Abdulmunir Arbison        | PDP-Laban                  | 1       | Meerderheid               |
| Surigao del Norte   | 1e                 |                | Francisco Jose Matugas II | PDP-Laban                  | 1       | Meerderheid               |
| Surigao del Norte   | 2e                 |                | Robert Ace Barbers        | Nacionalista               | 1       | Meerderheid               |
| Surigao del Sur     | 1e                 |                | Prospero Picha jr.        | Lakas                      | 1       | Meerderheid               |
| Surigao del Sur     | 2e                 |                | Johnny Pimentel           | PDP-Laban                  | 1       | Meerderheid               |
| Taguig–Pateros      | 1e                 |                | Arnel Cerafica            | PDP-Laban                  | 3       | Meerderheid               |
| Taguig              | 2e                 |                | Pia Cayetano              | Nacionalista               | 1       | Meerderheid               |
| Tarlac              | 1e                 |                | Charlie Cojuangco         | NPC                        | 1       | Meerderheid               |
| Tarlac              | 2e                 |                | Victor Yap                | NPC                        | 1       | Meerderheid               |
| Tarlac              | 3e                 |                | Noel Villanueva           | Nacionalista               | 2       | Meerderheid               |
| Tawi-Tawi           | Tawi-Tawi          |                | Ruby Sahali               | PDP-Laban                  | 2       | Meerderheid               |
| Valenzuela          | 1e                 |                | Weslie Gatchalian         | NPC                        | 1       | Meerderheid               |
| Valenzuela          | 2e                 |                | Eric Martinez             | PDP-Laban                  | 1       | Meerderheid               |
| Zambales            | 1e                 |                | Jeffrey Khonghun          | NPC                        | 2       | Meerderheid               |
| Zambales            | 2e                 |                | Cherry Deloso-Montalla    | Liberal                    | 2       | Meerderheid               |
| Zamboanga City      | 1e                 |                | Celso Lobregat            | PDP-Laban                  | 2       | Meerderheid               |
| Zamboanga City      | 2e                 |                | Manuel Dalipe             | NPC                        | 1       | Meerderheid               |
| Zamboanga del Norte | 1e                 |                | Seth Jalosjos             | Nacionalista               | 3       | Minderheid                |
| Zamboanga del Norte | 2e                 |                | Glona Labadlabad          | PDP-Laban                  | 1       | Meerderheid               |
| Zamboanga del Norte | 3e                 |                | Isagani Amatong           | Liberal                    | 2       | Meerderheid               |
| Zamboanga del Sur   | 1e                 |                | Divina Grace Yu           | PDP-Laban                  | 1       | Meerderheid               |
| Zamboanga del Sur   | 2e                 |                | Aurora Enerio-Cerilles    | NPC                        | 3       | Meerderheid               |
| Zamboanga Sibugay   | 1e                 |                | Wilter Palma II           | PDP-Laban                  | 1       | Meerderheid               |
| Zamboanga Sibugay   | 2e                 |                | Dulce Ann Hofer           | PDP-Laban                  | 2       | Meerderheid               |

#### Partijlijst afgevaardigden
| Partij | Afgevaardigde                | Termijn | Blok        |
| --- | ---------------------------- | ------- | ----------- |
| 1st Consumers Alliance for Rural Energy, Inc. (1-CARE)                                                                 | Carlos Roman Uybarreta       | 1       | Meerderheid |
| Aangat Tayo | Harlin Neil Abayon III       | 1       | Minderheid  |
| Abang Lingkod (ABANG LINGKOD)                                                                                          | Joseph Stephen Paduano       | 2       | Meerderheid |
| Abono | Conrado Estrella III         | 2       | Meerderheid |
| Abono | Vini Nola Ortega             | 1       | Meerderheid |
| Alliance of Concerned Teachers (ACT TEACHERS)                                                                          | Antonio Tinio                | 3       | Minderheid  |
| Alliance of Concerned Teachers (ACT TEACHERS)                                                                          | Francisca Castro             | 1       | Minderheid  |
| Acts-Overseas Filipino Workers Coalition of Organizations (ACTS-OFW)                                                   | Aniceto Bertiz III           | 1       | Minderheid  |
| Advocacy for Teacher Empowerment through Action, Cooperation and Harmony towards Educational Reforms, Inc. (A TEACHER) | Julieta Cortuna              | 3       | Minderheid  |
| Agbiag! Timpuyog Ilocano, Inc. (AGBIAG!)                                                                               | Michaelina Antonio           | 1       | Meerderheid |
| Agri-Agra na Reporma para sa Magsasaka ng Pilipinas Movement (AGRI)                                                    | Delphine Lee                 | 2       | Minderheid  |
| Agri-Agra na Reporma para sa Magsasaka ng Pilipinas Movement (AGRI)                                                    | Orestes Salon                | 1       | Minderheid  |
| Agricultural Sector Alliance of the Philippines (AGAP)                                                                 | Rico Geron                   | 2       | Meerderheid |
| Akbayan Citizens' Action Party (AKBAYAN)                                                                               | Tomasito Villarin            | 1       | Minderheid  |
| Ako Bicol Political Party (AKO BICOL)                                                                                  | Rodel Batocabe               | 3       | Meerderheid |
| Ako Bicol Political Party (AKO BICOL)                                                                                  | Alfredo Garbin jr.           | 1       | Minderheid  |
| Ako Bicol Political Party (AKO BICOL)                                                                                  | Christopher Co               | 3       | Meerderheid |
| Alliance of Organizations, Networks and Associations of the Philippines (ALONA)                                        | Anna Marie Villaraza-Suarez  | 1       | Minderheid  |
| An Waray | Victoria Isabel Noel         | 2       | Meerderheid |
| Anak Mindanao (AMIN)                                                                                                   | Sitti Turabin-Hataman        | 2       | Meerderheid |
| Anak Mindanao (AMIN)                                                                                                   | Makmod Mending jr.           | 2       | Meerderheid |
| Anakpawis | Ariel Casilao                | 1       | Minderheid  |
| Ang Asosasyon Sang Mangunguma Nga Bisaya Owa Mangunguma (AAMBIS-OWA)                                                   | Sharon Garin                 | 3       | Meerderheid |
| Ang Kabuhayan | Dennis Laogan                | 1       | Meerderheid |
| Ang Mata'y Alagaan (MATA)                                                                                              | Tricia Nicole Velasco-Catera | 1       | Meerderheid |
| Ang National Coalition of Indigenous Peoples Action Na! (ANAC-IP)                                                      | Jose Panganiban jr.          | 2       | Meerderheid |
| Angkla: Ang Partido ng mga Pilipinong Marino (ANGKLA)                                                                  | Jesulito Manalo              | 2       | Meerderheid |
| Arts Business and Science Professionals (ABS)                                                                          | Eugene Michael De Vera       | 1       | Minderheid  |
| Ating Agapay Sentrong Samahan ng mga Obrero (AASENSO)                                                                  | Teodoro Montoro              | 1       | Meerderheid |
| Bagong Henerasyon (BH)                                                                                                 | Bernadette Herrera-Dy        | 1       | Meerderheid |
| Bayan Muna | Carlos Isagani Zarate        | 2       | Minderheid  |
| Buhay Hayaan Yumabong (BUHAY)                                                                                          | Mariano Michael Velarde jr.  | 3       | Meerderheid |
| Buhay Hayaan Yumabong (BUHAY)                                                                                          | Lito Atienza                 | 2       | Minderheid  |
| Butil Farmers Party (BUTIL)                                                                                            | Cecilia Leonila Chavez       | 1       | Minderheid  |
| Citizens' Battle Against Corruption (CIBAC)                                                                            | Sherwin Tugna                | 3       | Meerderheid |
| Coalition of Associations of Senior Citizens in the Philippines (SENIOR CITIZENS)                                      | Francisco Datol jr.          | 1       | Meerderheid |
| Coalition of Associations of Senior Citizens in the Philippines (SENIOR CITIZENS)                                      | Milagros Aquino Magsaysay    | 1       | Meerderheid |
| Cooperative NATCCO Network Party (COOP-NATCCO)                                                                         | Anthony Bravo                | 2       | Minderheid  |
| Cooperative NATCCO Network Party (COOP-NATCCO)                                                                         | Sabiniano Canama             | 1       | Meerderheid |
| Democratic Independent Workers Association (DIWA)                                                                      | Emmeline Aglipay-Villar      | 3       | Meerderheid |
| Gabriela Women's Party (GABRIELA)                                                                                      | Emmi de Jesus                | 3       | Minderheid  |
| Gabriela Women's Party (GABRIELA)                                                                                      | Arlene Brosas                | 1       | Minderheid  |
| Kabalikat ng Mamamayan (KABAYAN)                                                                                       | TBA                          | 1       | Minderheid  |
| Kabalikat ng Mamamayan (KABAYAN)                                                                                       | Ron Salo                     | 1       | Meerderheid |
| Kabataan (KABATAAN) | Sarah Jane Elago             | 1       | Minderheid  |
| Kalinga: Advocacy for Social Empowerment and Nation Building through Easing Poverty (KALINGA)                          | Abigail Faye Ferriol-Pascual | 3       | Minderheid  |
| KUSUG TAUSUG | Shernee Tan                  | 3       | Meerderheid |
| LPG Marketers Association (LPGMA)                                                                                      | Arnel Ty                     | 3       | Meerderheid |
| Magdalo Para sa Pilipino (MAGDALO)                                                                                     | Gary Alejano                 | 2       | Minderheid  |
| Manila Teachers' Savings and Loan Association (MANILA TEACHERS)                                                        | Virgilio Lacson              | 1       | Meerderheid |
| One Patriotic Coalition of Marginalized Nationals (1PACMAN)                                                            | Enrico Pineda                | 1       | Meerderheid |
| One Patriotic Coalition of Marginalized Nationals (1PACMAN)                                                            | Michael Romero               | 1       | Meerderheid |
| Puwersa ng Bayaning Atleta (PBA)                                                                                       | Mark Aeron Sambar            | 1       | Meerderheid |
| Puwersa ng Bayaning Atleta (PBA)                                                                                       | Jericho Jonas Nograles       | 1       | Meerderheid |
| Serbisyo sa Bayan Party (SBP)                                                                                          | Ricardo Belmonte jr.         | 1       | Meerderheid |
| Social Amelioration & Genuine Intervention on Poverty (1-SAGIP)                                                        | Rodante Marcoleta            | 1       | Meerderheid |
| Trade Union Congress Party (TUCP)                                                                                      | Raymond Democrito Mendoza    | 3       | Meerderheid |
| Una ang Edukasyon (1-ANG EDUKASYON)                                                                                    | Salvador Belaro jr.          | 1       | Meerderheid |
| You Against Corruption and Poverty (YACAP)                                                                             | Benhur Lopez jr.             | 1       | Meerderheid |